# Molophilus gweeon
Molophilus gweeon là một loài ruồi trong họ Limoniidae. Chúng phân bố ở miền Australasia.